# Santa María Quiegolani (kommun)
Santa María Quiegolani är en kommun i Mexiko.   Den ligger i delstaten Oaxaca, i den sydöstra delen av landet, 500 km sydost om huvudstaden Mexico City. Antalet invånare är 1 537. Arean är 122 kvadratkilometer.
Terrängen i Santa María Quiegolani är bergig söderut, men norrut är den kuperad.
Följande samhällen finns i Santa María Quiegolani:
- Santa María Quiegolani
- Santiago Quiavigoló